# Pfalz D.XII
El Pfalz D.XII fue un caza biplano monoplaza alemán utilizado durante la Primera Guerra Mundial y fabricado por la firma Pfalz Flugzeugwerke. Diseñado por Rudolph Gehringer como sucesor del Pfalz D.III, el D.XII entró en servicio hacia el final de la guerra pero en número bastante considerable. Fue el último avión de Pfalz que entró en servicio extendido. Aunque el D.XII era un caza efectivo, fue eclipsado por el muy exitoso Fokker D.VII.

## Operadores

### Operadores militares
Imperio alemán
- Luftstreitkräfte

 Polonia
- Fuerza Aérea Polaca (2 aviones en posguerra)

### Operadores civiles
Estados Unidos
- Paramount Pictures.

## Especificaciones

### Características generales
- Tripulación: 1 piloto
- Longitud: 6,35 m
- Envergadura: 9 m
- Altura: 2,7 m
- Superficie alar: 21,7 m²
- Peso máximo al despegue: 902 kg
- Planta motriz: 1×  Mercedes D.III.

### Rendimiento
- Velocidad máxima operativa (Vno): 170 km/h
- Techo de vuelo: 5.640 m

### Armamento
- Ametralladoras: 2× LMG 08/15 "Spandau" de 7,92 mm

### Listas relacionadas
- Anexo:Cazas de la Primera Guerra Mundial